# 新塔利齐农村居民点
新塔利齐农村居民点（俄语：Новоталицкое сельское поселение）是俄罗斯联邦伊万诺沃州伊万诺沃区所属的一个农村居民点。其下辖有13个居民点，行政中心为新塔利齐。据2016年统计，该农村居民点的人口为10615人。